# Dark Age of Camelot
Dark Age of Camelot (familiarmente abbreviato in DAoC) è un MMORPG, un videogioco giocabile solo online attraverso internet. Si avvale di grafica tridimensionale e simula un mondo fantastico ispirato al ciclo Arturiano, alla mitologia norrena e alle leggende celte irlandesi. Il client di gioco è un programma proprietario, che si collega a dei server predisposti dalle società che gestiscono il servizio. Sia il software dei client che quello dei server è sviluppato dalla Mythic Entertainment, detentrice dei diritti del gioco. Il gioco è a pagamento: per poter giocare è necessario comperare una copia del programma client e sottoscrivere un abbonamento. È stato distribuito in Italia dalla CTO.
DAoC è un classico gioco di ruolo basato su personaggi di razze e classi differenti ma complementari, che intraprendono avventure combattendo mostri e superando prove. La principale innovazione introdotta da questo MMORPG è stata la competizione fra gruppi di giocatori, che sono divisi fra tre regni/nazione (Hibernia, Albion e Midgard) con razze, classi e abilità diverse le une dalle altre: queste tre nazioni sono in stato di guerra permanente fra loro, e i giocatori sono incentivati a formare eserciti e a organizzare battaglie per il controllo dei territori di frontiera dei regni.
Importante nell'economia complessiva di gioco è la socialità, favorita sia da un sistema di chat "multiple" piuttosto sofisticato, che facilita il ritrovarsi e il formare dei gruppi, sia dal sistema delle gilde, organizzazioni permanenti di giocatori che si consorziano dotandosi di un nome comune, di una gerarchia interna e di uno stemma che li distingue come appartenenti alla gilda.

## Il sistema di gioco
Ogni giocatore ha a disposizione un dato ammontare di punti ferita, di mana (il "potenziale magico") e di endurance (il "fiato"). Può disporre di vari tipi di armi e armature, e gioca combattendo o lanciando magie. Generalmente i giocatori affrontano le avventure insieme formando gruppi, che condividono il rischio e l'esperienza guadagnata, formati al massimo da otto personaggi. Poiché le classi sono diverse in ciascuno dei tre reami le tratteremo qui solo per tipi generali, riservandoci la descrizione dettagliata nel paragrafo del rispettivo reame.
Come in Dungeons & Dragons le classi di DAoC si possono dividere in quattro generi principali: i tank, i curatori, i maghi e le spie, oltre ad alcune classi che si pongono a metà strada fra una o più di queste categorie. 
- I tank: guerrieri. Sono personaggi specificamente adatti al combattimento corpo a corpo, con armi e armature pesanti e molti punti ferita: sono fondamentali per reggere l'urto dei mostri e dei nemici. In genere fanno molti danni, ma non quanto i maghi. I loro attacchi possono sfruttare gli stili di arma, dei particolari modi di colpire che ne potenziano il danno inferto e possono causare altri effetti collaterali.
- I maghi: molto deboli fisicamente, lanciano magie e incantesimi offensivi molto potenti: il loro compito è di assistere il combattimento dei tank danneggiando più o meno direttamente i nemici. I maghi sono i personaggi che infliggono più danni di tutti, potendo contare su attacchi magici devastanti: però non possono lanciarli se sono attaccati, e in un corpo a corpo hanno ben poche speranze di salvarsi.
- I curatori: sono i medici del gruppo. Curano i feriti, potenziano i compagni con i loro buff e rimuovono gli effetti negativi (cecità, malattia, paralisi ecc.) gettati dai maghi nemici. È fondamentale avere dei curatori in un gruppo, che non può dirsi completo senza.
- Le spie: è il gruppo di classi più eterogeneo. Le accomuna il fatto di potersi rendere invisibili e di poter colpire, da invisibili, la vittima designata. Non sono molto forti in combattimento corpo a corpo, ma i loro attacchi da invisibili sono estremamente efficaci. I personaggi di queste classi giocano spesso in solitario.

Il territorio di DAoC è diviso in quattro grandi aree principali, che corrispondono ai tre regni e alla "terra di nessuno" che li mette in comunicazione fra loro. A queste si aggiungono altri "mondi" comunicanti introdotti con le espansioni del gioco, e alcuni dungeon sotterranei più o meno estesi.

### Caratteristiche di un personaggio
Un generico personaggio in DAoC ha otto caratteristiche principali: Forza, Costituzione, Destrezza, Agilità, Intelligenza, Devozione, Empatia, Carisma. A seconda dei valori di queste potrà riuscire meglio in una classe o in un'altra: esempio classico, un personaggio con molta forza ma poca intelligenza sarà certamente un buon guerriero ma un pessimo mago. Ogni razza ha un proprio insieme di valori di caratteristiche di partenza, che il giocatore può modificare parzialmente.
In sede di creazione di un nuovo personaggio (dopo aver scelto il reame a cui si vuole appartenere) bisogna scegliere la razza del proprio personaggio, la sua classe e i suoi tratti somatici.
Avanzando di livello aumenteranno le caratteristiche di base e la disponibilità di mana e punti ferita del personaggio, che otterrà anche dei "punti abilità" con cui aumenterà la sua conoscenza delle armi e delle discipline accessibili alla sua classe. Il massimo livello raggiungibile è il livello 50: oltre a questi, che sono i classici livelli dei giochi di ruolo, esistono altri tredicilivelli reame, conseguiti combattendo contro i regni nemici, e (con le espansioni) dieci Master Level, che conferiscono ulteriori capacità e poteri e le dieci Champion Level, che anch'esse potenziano ulteriormente i personaggi.